# Tetragnathidae
Tetragnathidae, porodica pauka (Araneae), razred Arachnida. Sastoji se od 48 priznatih rodova.

## Rodovi
1. Alcimosphenus Simon, 1895
2. Allende Álvarez-Padilla, 2007
3. Antillognatha Bryant, 1945
4. Atelidea Simon, 1895
5. Azilia Keyserling, 1881
6. Chrysometa Simon, 1894
7. Cyrtognatha Keyserling, 1881
8. Dianleucauge Song & Zhu, 1994
9. Diphya Nicolet, 1849
10. Dolichognatha O. Pickard-Cambridge, 1869
11. Doryonychus Simon, 1900
12. Dyschiriognatha Simon, 1893
13. Eryciniolia Strand, 1912
14. Glenognatha Simon, 1887
15. Guizygiella Zhu, Kim & Song, 1997
16. Hispanognatha Bryant, 1945
17. Homalometa Simon, 1898
18. Leucauge White, 1841
19. Mecynometa Simon, 1894
20. Mesida Kulczyński, 1911
21. Meta C. L. Koch, 1836
22. Metabus O. Pickard-Cambridge, 1899
23. Metellina Chamberlin & Ivie, 1941
24. Metleucauge Levi, 1980
25. Mitoscelis Thorell, 1890
26. Mollemeta Álvarez-Padilla, 2007
27. Nanningia Zhu, Kim & Song, 1997
28. Nanometa Simon, 1908
29. Nediphya Marusik & Omelko, 2017
30. Neoprolochus Reimoser, 1927
31. Okileucauge Tanikawa, 2001
32. Opadometa Archer, 1951
33. Opas O. Pickard-Cambridge, 1896
34. Orsinome Thorell, 1890
35. Pachygnatha Sundevall, 1823
36. Parameta Simon, 1895
37. Parazilia Lessert, 1938
38. Pholcipes Schmidt & Krause, 1993
39. Pickardinella Archer, 1951
40. Pinkfloydia Dimitrov & Hormiga, 2011
41. Sancus Tullgren, 1910
42. Schenkeliella Strand, 1934
43. Tetragnatha Latreille, 1804
44. Timonoe Thorell, 1898
45. Tylorida Simon, 1894
46. Wolongia Zhu, Kim & Song, 1997
47. Zhinu Kallal & Hormiga, 2018
48. Zygiometella Wunderlich, 1995